# Фабіан Казимир Шанявський
Фабіа́н Казими́р Шаня́вський герба Юно́ша (1700 — 22 листопада 1734) — ловчий великий литовський, посол на сейми, староста черкаський і мостівський.

## Життєпис
Був єдиним сином Казимира (помер 1706 р.), троцького підчашого, і Зофії Жуховської. Був братаничем Константія Феліціяна Шанявського, який по передчасній смерті батьків Фабіана став його правним опікуном. 1720 року здійснив освітню поїздку Європою. У 1723 р. став сохачевським городовим старостою. По шлюбі з Елеонорою з Потоцьких, дочкою Петра Яна, каштеляна белзького, братаницею єпископа Теодора Потоцького, отримав з призначення свого тестя черкаське староство в Київському воєводстві.
На сеймі 1724 представляв сохачевську землю. 24 жовтня 1725 р. отримав ротмістрівство панцерної корогви в Коронній армії після смерті Адама Шанявського. Був послом на сейм 1726 р. 11 березня 1732 р. став ловчим великим литовським. Під час безкоролевства по смерті Августа II його було обрано каптуровим суддею й послом на виборчий сейм на сеймику в Сохачеві. 12 вересня 1733 р. з равським воєводством віддав голос за Станіслава Лещинського. Після свого дядька Константія Феліціяна успадкував добра з варшавської землі, палац у Варшаві, по вулиці Сенаторській, а також двір на Сольцю, крім того 252 233 злотих 28 грошів готівкою, а також 398 гривень срібла.
Шанявський мав конколевницьке староство з призначення Адама Шанявського (від 1718 р.), а 21 вересня 1725 отримав для жінки ius communicativum на тому старостві. Після смерті тещі перейняв 22 березня 1727 р. мостівське староство в Белзькому воєводстві й незабаром і на нього отримав ius communicativum для жінки.
Фабіана Шанявського було поховано 1735 р., напевно в костелі Піярів у Лукові.